# Eduard von Bauernfeld
 (juin 2020).
Eduard von Bauernfeld, né le 12 janvier 1802 à Vienne où il est mort le 9 août 1890, est un dramaturge autrichien. Il a été entre autres un des amis intimes du compositeur Franz Schubert.